# رضا بازیاری
رضا بازیاری (زاده ۲۱ مارس ۱۹۷۳) یک بازیکن فوتبال اهل ایران است.